# Port lotniczy Salzburg
Port lotniczy Salzburg (IATA: SZG, ICAO: LOWS) – międzynarodowy port lotniczy położony 4 km na zachód od Salzburga, w kraju związkowym Salzburg, w Austrii. Jest drugim pod względem wielkości lotniskiem w Austrii.

## Linie lotnicze i połączenia
| Linia lotnicza               | Kierunek |
| ---------------------------- | --- |
| Air Baltic                   | Sezonowo: 1. Ryga 2. Tallinn |
| Air Corsica                  | Sezonowo: 1. Calvi |
| Air France                   | Sezonowo: 1. Paryż-Charles de Gaulle |
| Air Serbia                   | 1. Belgrad |
| British Airways              | Sezonowo: 1. Londyn-City 2. Londyn-Gatwick 3. Londyn-Heathrow |
| Corendon Airlines            | Sezonowo: 1. Antalya |
| easyJet                      | Sezonowo: 1. Amsterdam 2. Bristol 3. Liverpool 4. Londyn-Gatwick 5. Londyn-Luton |
| Eurowings                    | 1. Berlin 2. Düsseldorf 3. Hamburg 4. Hurghada 5. Kolonia/Bonn Sezonowo: 1. Gran Canaria 2. Ibiza 3. Heraklion 4. Karpatos 5. Korfu 6. Kopenhaga 7. Kos 8. Lamezia Terme 9. Larnaka 10. Marsa Alam 11. Olbia 12. Palma de Mallorca 13. Rodos 14. Saloniki 15. Sztokholm-Arlanda 16. Teneryfa-Południe 17. Zakintos |
| Finnair                      | Sezonowo: 1. Helsinki |
| Flydubai                     | 1. Dubaj |
| Flynas                       | Sezonowo: 1. Rijad |
| Icelandair                   | Sezonowo: 1. Reykjavik-Keflavík |
| Jet2.com                     | Sezonowo: 1. Belfast 2. Birmingham 3. Bristol 4. East Midlands 5. Edynburg 6. Leeds/Bradford 7. Londyn-Stansted 8. Manchester 9. Newcastle |
| Lübeck Air                   | 1. Lubeka |
| Lufthansa                    | 1. Frankfurt |
| Norwegian Air Shuttle        | Sezonowo: 1. Kopenhaga 2. Oslo-Gardermoen 3. Sztokholm-Arlanda |
| PLAY                         | Sezonowo: 1. Reykjavik-Keflavík |
| Ryanair                      | 1. Londyn-Stansted Sezonowo: 1. Dublin 2. Manchester |
| Scandinavian Airlines System | Sezonowo: 1. Kopenhaga |
| Transavia                    | 1. Amsterdam Sezonowo: 1. Bruksela 2. Eindhoven 3. Rotterdam |
| TUI Airways                  | Sezonowo: 1. Birmingham 2. Bristol 3. East Midlands 4. Londyn-Gatwick 5. Londyn-Stansted 6. Manchester 7. Newcastle |
| Turkish Airlines             | 1. Stambuł Sezonowo: 1. Ordu |